# Dicrastylis gilesii

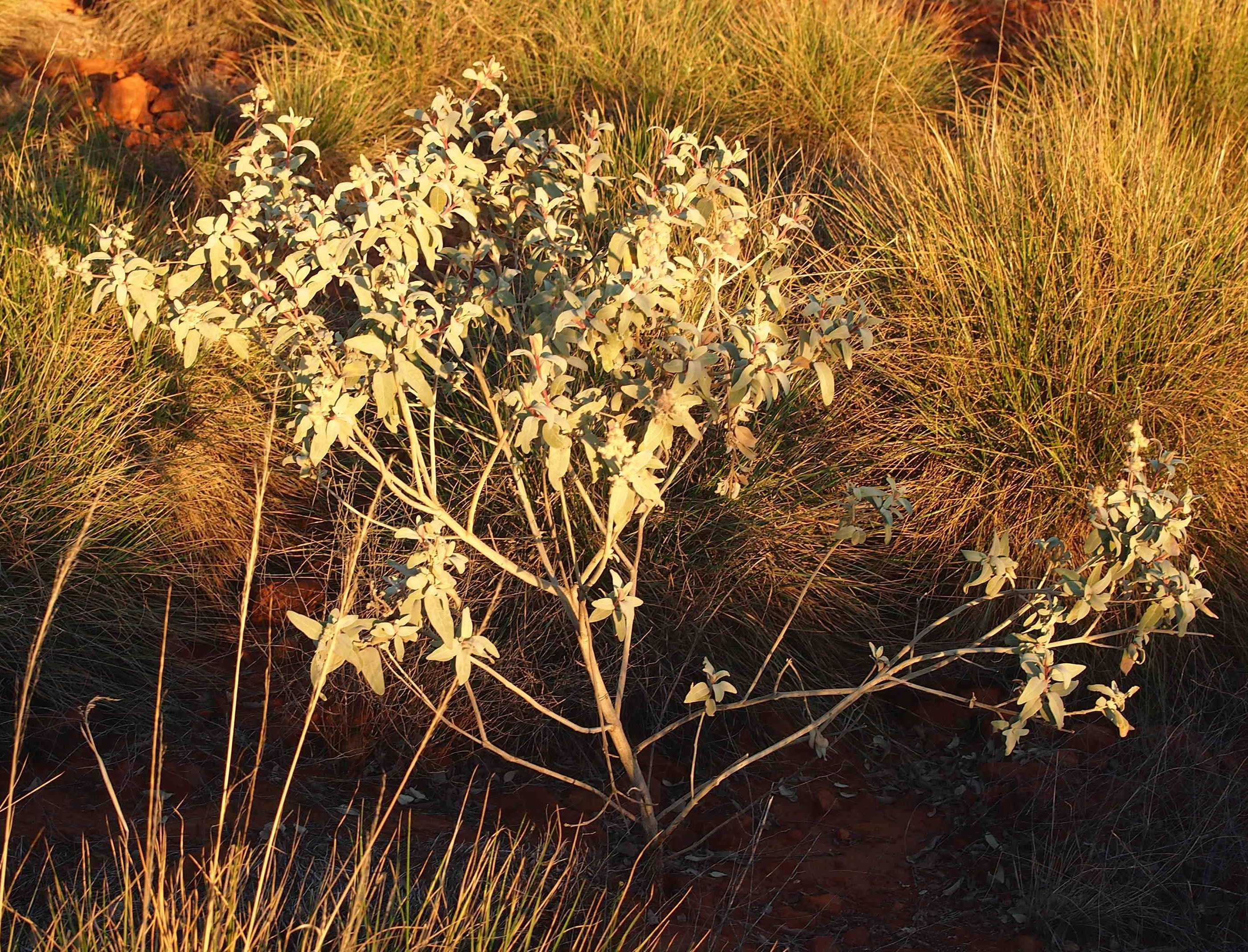

Dicrastylis gilesii là một loài thực vật có hoa trong họ Hoa môi. Loài này được F.Muell. mô tả khoa học đầu tiên năm 1873.